# Lunar Poetry
«Lunar Poetry» — це демо-альбом гурту «Nokturnal Mortum», випущений у 1996.

## Композиції
1. «Tears of Paganism» — 1:07
2. «Lunar Poetry» — 4:52
3. «Perun's Celestial Silver» — 7:08
4. «Carpathian Mysteries» — 5:13
5. «…And Winter Becomes» — 4:52
6. «Ancient Nation» — 5:10
7. «The Grief Of Oriana» — 5:33
8. «Sorrows Of The Moon (Celtic Frost cover)» — 3:46
9. «Autodafe / Barbarian Dreams» — 7:53

## Над альбомом працювали
- Бас-гітара — Xaarquath
- Ударні, перкусія — Munruthel
- Гітари — Knjaz Varggoth, Wortherax
- Клавішні — Sataroth
- Вокал — Knjaz Varggoth